# Jan Peter Balkenende

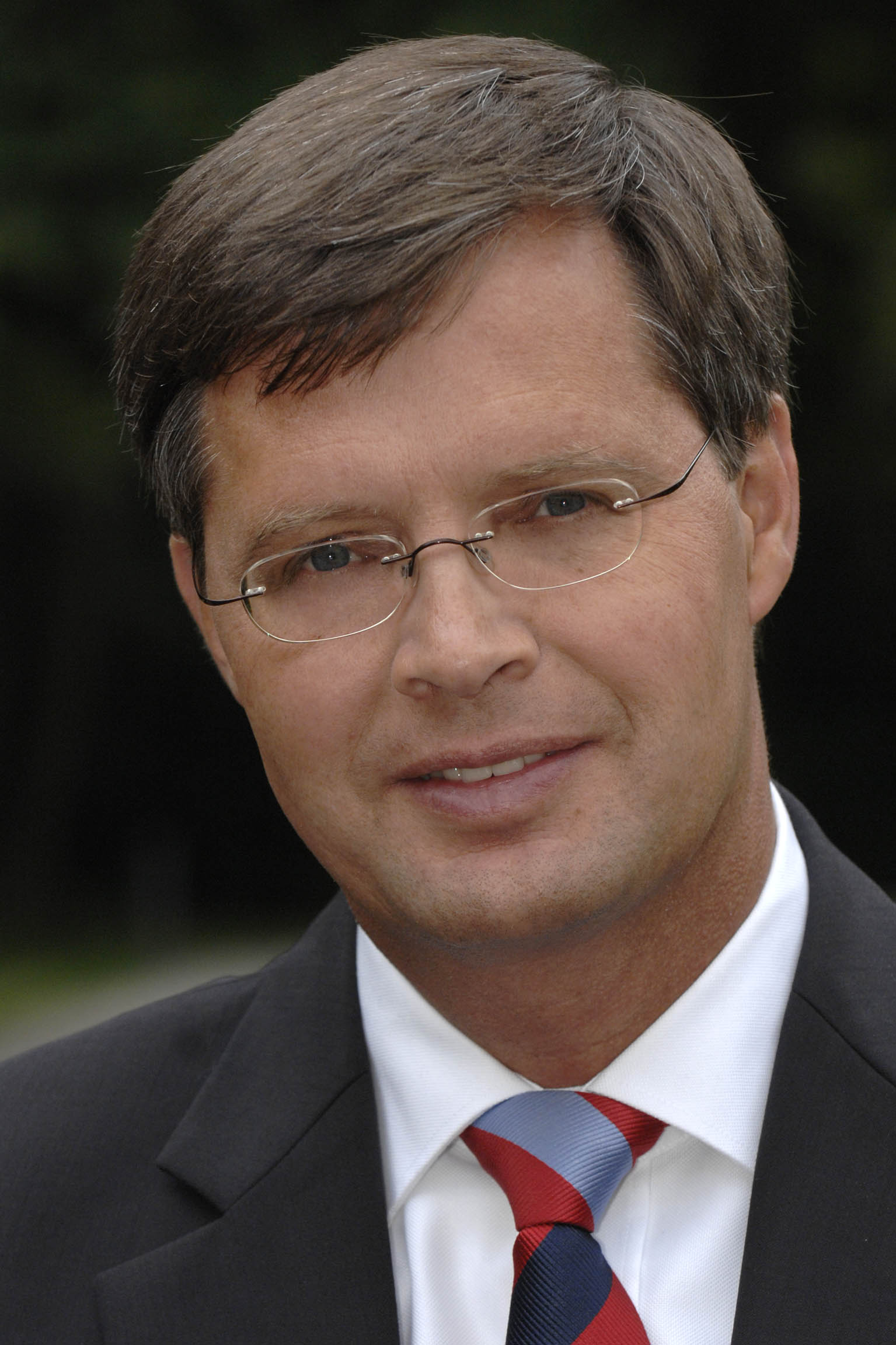
Jan Peter Balkenende, 2007

Jan Pieter Balkenende, genannt Jan Peter anhörenⓘ (* 7. Mai 1956 in Biezelinge), ist ein ehemaliger niederländischer Politiker (CDA). Vom 22. Juli 2002 bis zum 14. Oktober 2010 war er Ministerpräsident der Niederlande.

## Leben
Balkenende, ältester Sohn eines Händlers und einer Lehrerin, besuchte die Grundschule in Kapelle und eine weiterführende protestantische Schule in Goes. Balkenende studierte von 1974 bis 1982 zunächst Sozial- und Wirtschaftsgeschichte, dann Rechtswissenschaften an der Freien Universität Amsterdam. Nach seiner Promotion 1992 lehrte er dort als Stiftungsprofessor zum Thema „Christlich-soziales Denken über Gesellschaft und Wirtschaft“. Er heiratete 1996 die Juristin Bianca Hoogendijk und hat mit dieser eine Tochter.

## Politik
Ab 1982 bis 1998 saß Balkenende für den CDA im Stadtrat von Amstelveen und war von 1994 an Fraktionsvorsitzender. Er arbeitete von 1984 bis 1998 auch für das wissenschaftliche Institut des CDA.
1998 wurde er erstmals in die zweite Kammer des niederländischen Parlaments, der Generalstaaten, gewählt. Er wurde finanzpolitischer Sprecher seiner Partei und befasste sich auch mit sozial-, rechts- und innenpolitischen Themen. Er war Fürsprecher einer auf Haushaltssanierung ausgerichteten Finanzpolitik. Am 1. Oktober übernahm er 2001 den Fraktionsvorsitz.

### Erstes Kabinett 2002/2003

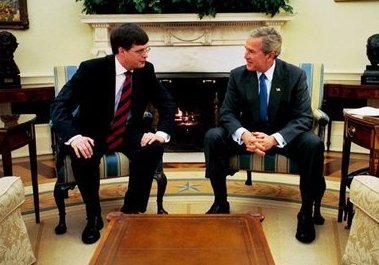
Jan Peter Balkenende mit George W. Bush (2004)

Bei der Parlamentswahl in den Niederlanden 2002 war Balkenende Spitzenkandidat des CDA. Die Wahlen waren von der Ermordung des Politikers Pim Fortuyn überschattet; der CDA errang seine Position als stärkste Partei der Niederlande zurück. Balkenende bildete mit der rechtsliberalen VVD und der Lijst Pim Fortuyn (LPF) eine Koalition. Er selbst wurde am 22. Juli 2002 als Nachfolger des Sozialdemokraten Wim Kok Ministerpräsident.
Das erste Kabinett scheiterte aber bereits nach 82 Tagen wegen Streitigkeiten vor allem innerhalb der LPF, weshalb die gesamte Regierung zurücktrat und im Januar 2003 Neuwahlen nötig wurden. Aus diesen ging er wiederum als Sieger hervor.

### Zweites und drittes Kabinett 2003–2007
Nachdem Balkenendes Versuche einer großen Koalition mit der PvdA fehlgeschlagen waren, bildete er eine christlich-liberale Koalition mit VVD und D66. Schwerpunkte der Regierung waren die Reform des Öffentlichen Dienstes, die Bekämpfung der Kriminalität, eine restriktivere Zuwanderungspolitik und drastische Ausgabenkürzungen. Dabei stieß er teilweise auf starken Widerstand und Kritik; die Umfragewerte seiner Partei wie auch für ihn selbst sanken deutlich. Dennoch verteidigte seine Partei bei den Europawahlen von 2004 den Status als stärkste Partei.
Vom 1. Juli 2004 bis 31. Dezember 2004 war er während der niederländischen Ratspräsidentschaft für ein halbes Jahr Vorsitzender des Europäischen Rates.
Infolge des Streits um die Einbürgerung der Frauenrechtlerin Hirsi Ali verließ D66 die Regierung, so dass die Koalition am 29. Juni 2006 zerbrach. Balkenende trat daraufhin zurück und formte am 7. Juli 2006 eine Minderheitsregierung, sein drittes Kabinett, aus CDA und VVD, die bis zu den vorgezogenen Neuwahlen im November 2006 im Amt blieb.

### Viertes Kabinett 2007–2010

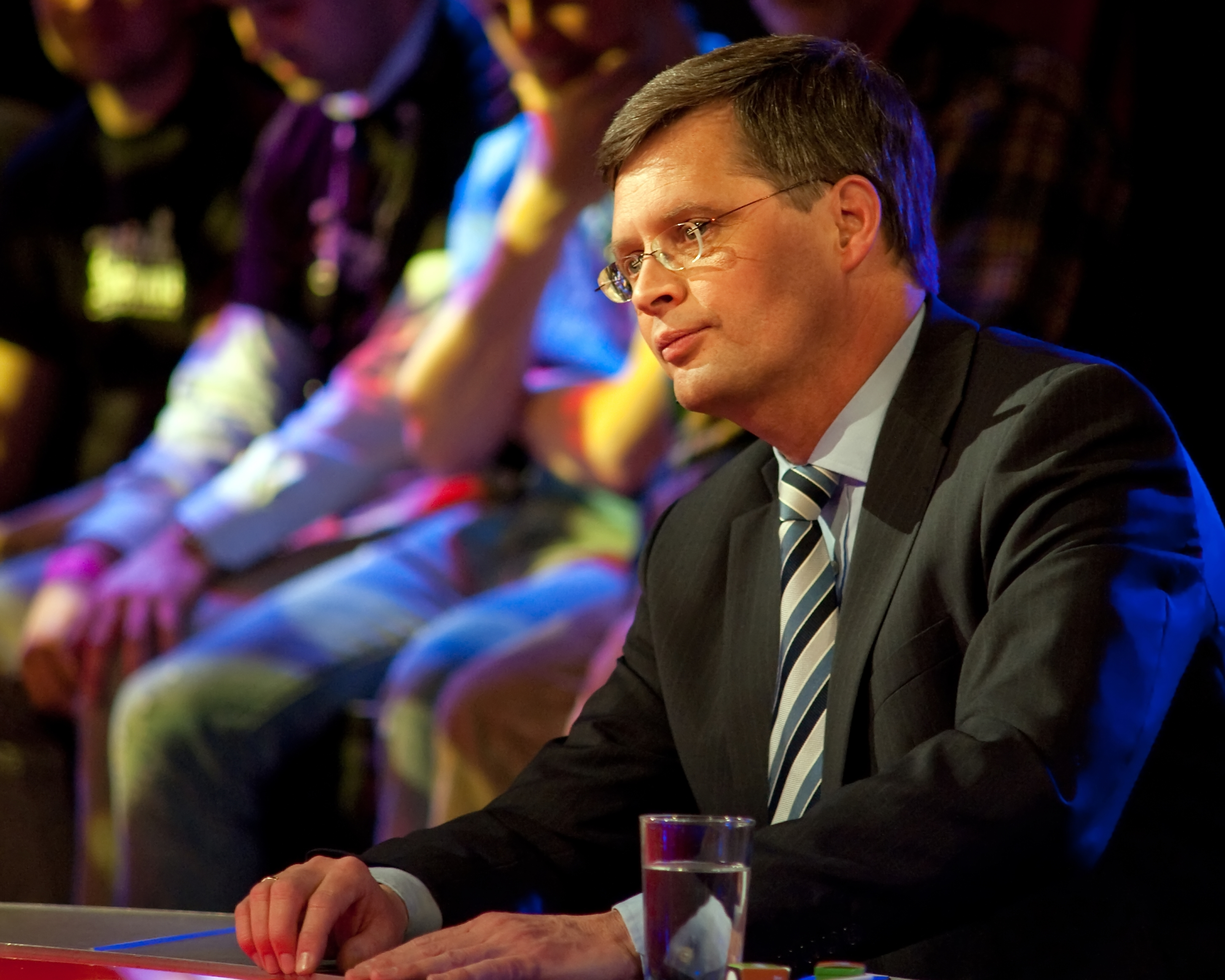
Am 2. März 2010, am Tag vor den Gemeinderatswahlen, auf dem Festival van de lokale democratie in Amsterdam

Bei den Neuwahlen am 22. November 2006 ging der CDA trotz Verlusten erneut als stärkste Partei hervor. Es folgten fast dreimonatige Koalitionsverhandlungen mit der PvdA und der CU. Das vierte Kabinett Balkenende wurde am 22. Februar 2007 vereidigt. Jan Peter Balkenende bekräftigte anlässlich der Feiern zum 50. Jahrestag der EU seine Kritik am Entwurf eines europäischen Verfassungsvertrages.
Im Streit über eine Fortsetzung des niederländischen Engagements in der ISAF-Mission in Afghanistan zerbrach im Februar 2010 die vierte Koalition unter Balkenende. Die sozialdemokratische PvdA hatte sich gegen eine Verlängerung des Mandates in der Provinz Uruzgan ausgesprochen, Balkenende befürwortete dagegen einen über August 2010 hinausgehenden Einsatz. Die PvdA erklärte daraufhin am 20. Februar 2010 ihren Rückzug aus der Regierung.
Bis zu den vorgezogenen Parlamentswahlen am 9. Juni 2010 blieb Balkenende geschäftsführend mit einer Minderheitsregierung im Amt. Im Wahlkampf zeigte er sich unter anderem mit einem T-Shirt mit der Aufschrift „Fuck drugs“ und entgegnete einer Journalistin, die ihn zu einer Koalitionsaussage drängen wollte: „U kijkt zo lief.“ („Sie schauen so lieb.“) Vor allem letzteres stieß auf Kritik, Femke Halsema, Fraktionsvorsitzende der Partei GroenLinks meinte, sie hätte das mit einem knietje („Knietritt in die Leistengegend“) beantwortet.
Die Halbierung der CDA-Fraktion bei jener Wahl brachte ihn am Wahlabend dazu, seinen Rückzug aus der Politik anzukündigen.

## Ehrungen
- Großes Bundesverdienstkreuz mit Stern und Schulterband (8. Oktober 2007)[6]
- Stern von Rumänien (2018)